# نیوپورت آن تی
نیوپورت آن تی (به انگلیسی: Newport-on-Tay) یک شهرک در اسکاتلند است که در فایف واقع شده‌است. نیوپورت آن تی ۷٬۹۲۲ نفر جمعیت دارد.